# Glömda hjältars ballad
Glömda hjältars ballad är ett musikalbum av den svenska reggaeartisten Governor Andy, utgivet 2009.

## Låtlista
1. "Glömda hjältars ballad" - 3:22
2. "Pengatrubbel" - 3:47
3. "Kärleken kvar" - 3:09
4. "Han ser dig" - 3:56
5. "Dina Rub a Dub" - 3:58
6. "Riddim Bonanza" - 3:26
7. "Hur många fler" - 3:35
8. "Rider söderut" - 3:03
9. "Oxfilé i frysen" - 3:58
10. "Hur länge" - 3:54
11. "Sluta konsumera mig" - 3:38
12. "Fortet" - 3:24
13. "Leva att se" - 4:40